# 카슨 그랜트

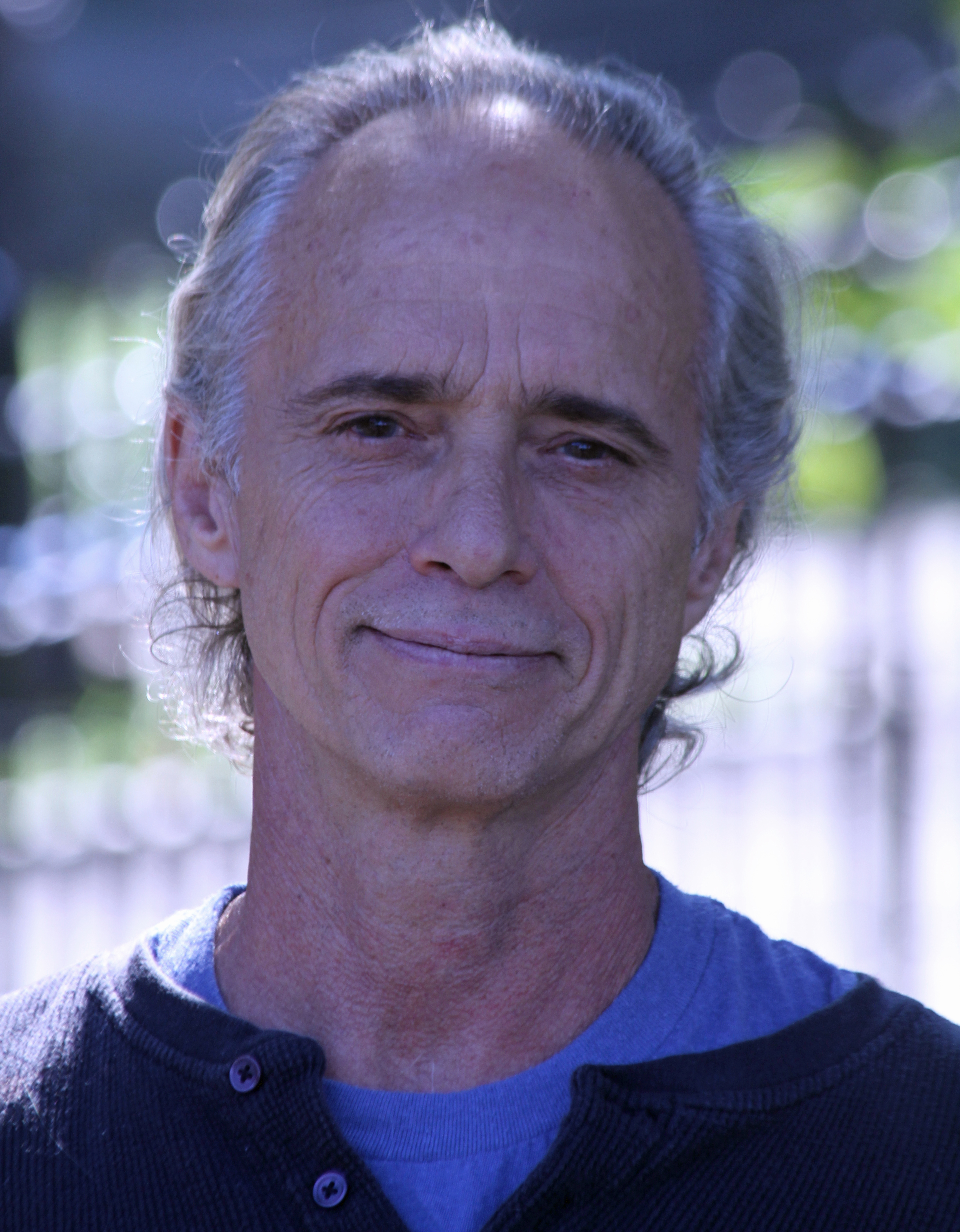
Grant (2010)

카슨 그랜트(Carson Grant, 1950년 12월 17일 ~ )는 미국의 배우, 텔레비전 배우이다.
포터컷에서 태어났다.

## 영화
- 고양이처럼 (2016년)
- 캐롤라인 (2012년)
- 올 갓스 크리처스 (2011년)
- 디어 제이 (2008년) - Dr. 도노빈 역
- 마이너리티 (2006년) - 데이비드 역
- 불타는 집 (2006년)
- 애니씽 엘스 (2003년)
- 페이퍼 솔저 (2002년)